# علم المناعة الجزيئي
علم المناعة الجزيئي (بالإنجليزية: Molecular Immunology)‏ هيَ مجلة أكاديمية تخضع لنظام مراجعة الأقران تم نشرها من قِبل بيرغامون برس.